# Jean Henri Benner
Pour les articles homonymes, voir Benner.
Jean Henri Benner est un peintre de miniature français, né le 3 août 1776 à Mulhouse et mort le 2 novembre 1836.
Il est principalement connu en Europe centrale et en Russie.

## Biographie
Jean Henri Benner se forma auprès de Jean-Baptiste Isabey à Paris, puis séjourna à Varsovie en 1815-1816 et à Saint-Pétersbourg de 1817 à 1825. Il devient peintre de la cour de Russie ou il travailla pour le compte d’Alexandre Ier à Saint Petersbourg et peignit une série de 24 portraits miniatures de la famille impériale russe.